# Trausnitztalsperre
Die Trausnitztalsperre liegt an der Pfreimd bei Trausnitz im Landkreis Schwandorf, Bayern und staut den Pfreimdstausee Trausnitz. Sie dient als Unter- und Ausgleichsbecken der Pumpspeicherwerksgruppe Jansen und damit der Energieerzeugung. Zusätzlich hat sie ein eigenes Laufkraftwerk mit zwei Kaplan-Turbinen mit einer Leistung von insgesamt 1,84 MW bei einer jährlichen Stromproduktion von 3,83 GWh. Die mittlere Fallhöhe beträgt 10,65 m.

## Beschreibung
Das Absperrbauwerk ist eine Gewichtsstaumauer aus Beton, die 1951 bis 1952 gebaut und 1952 in Betrieb genommen wurde. Die Luftseite und das Krafthaus sind mit Granitmauerwerk verkleidet. Das Bauwerk ähnelt mit seinen drei aufgesetzten Fischbauch-Wehrklappen eher einem großen Wehr als einer Staumauer.
Die Talsperre hat eine Vorsperre.

## Bildergalerie

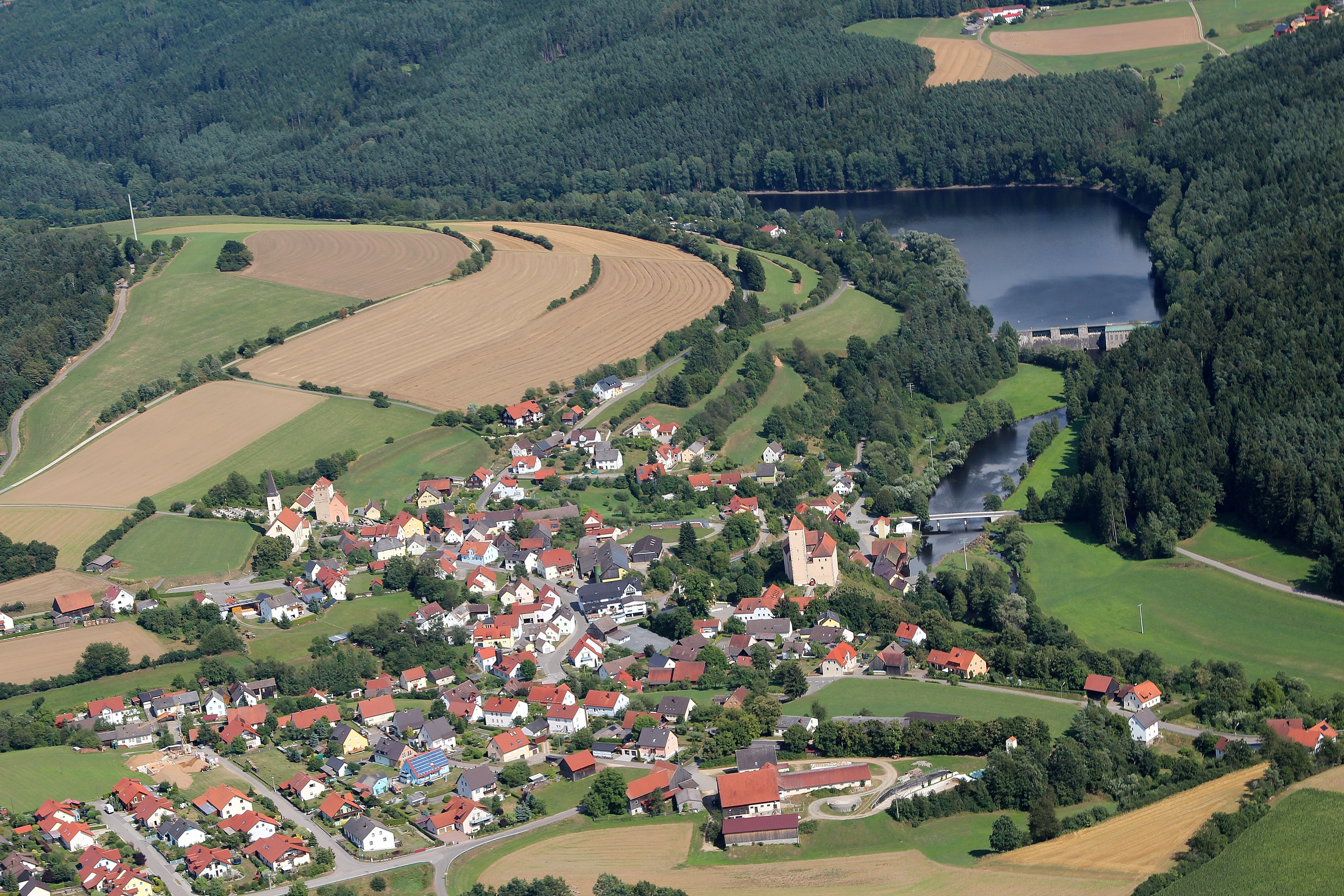
Trausnitztalsperre (2013)
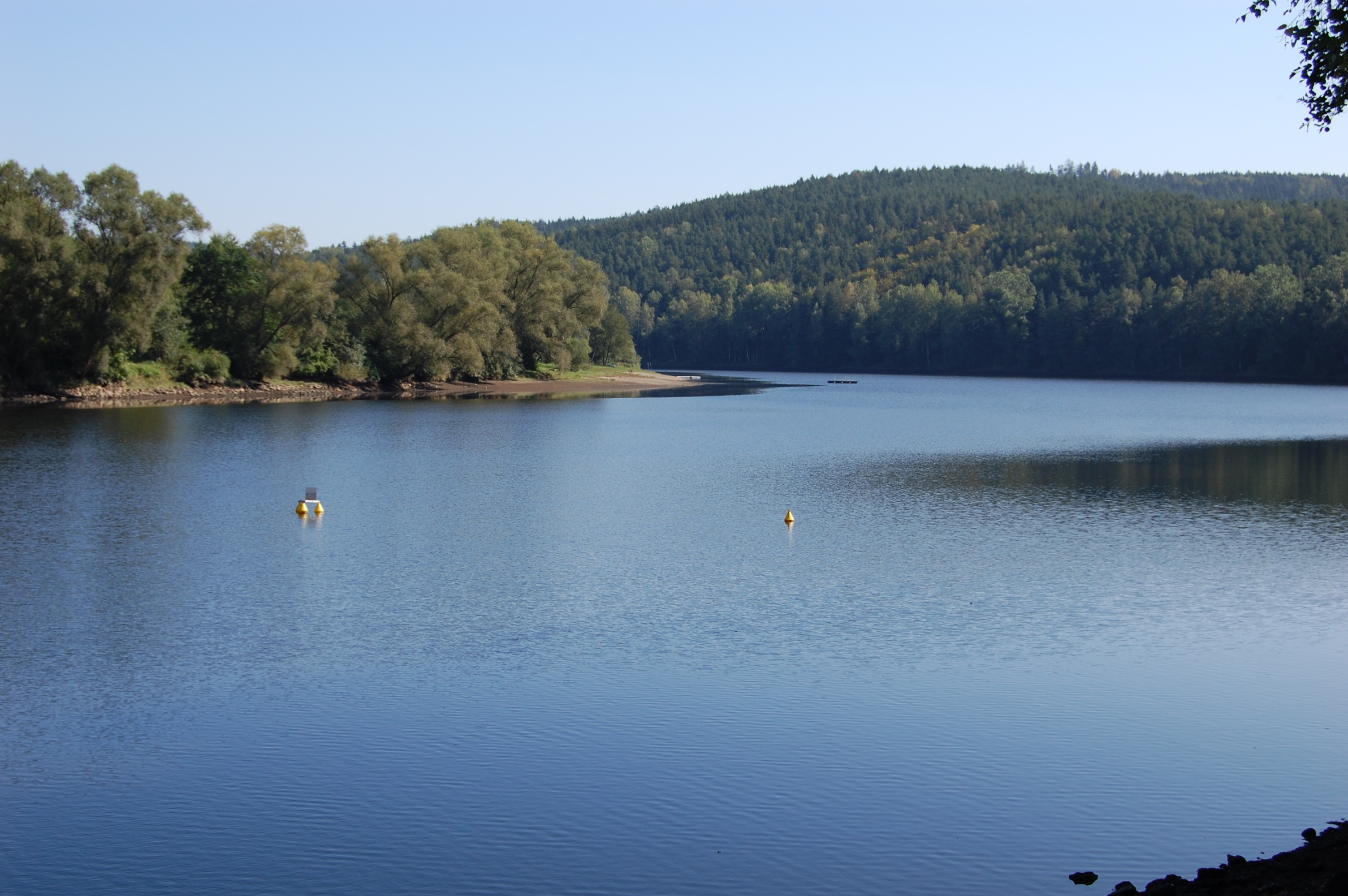
Stausee bei Trausnitz
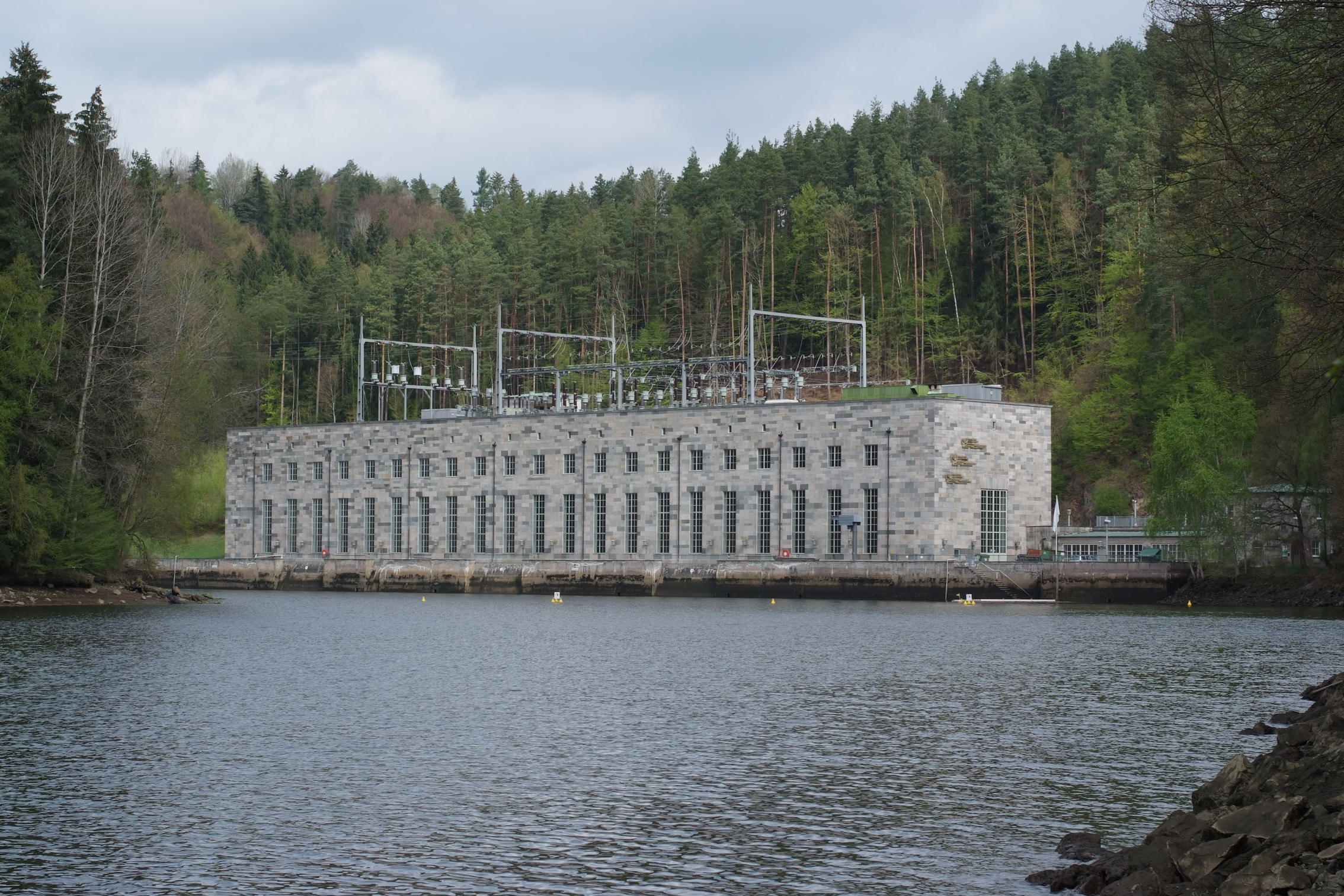
Kraftwerkshaus